# Хон Бом До
Хон Бом До (кор. 홍범도; 27 августа 1868, Часон, Пхёнан-Пукто — 25 октября 1943, Кзыл-Орда, Казахская ССР) — корейский политик, революционер, патриот, военачальник, генерал, один из зачинателей вооруженной борьбы против японских захватчиков, участник Гражданской войны на Советском Дальнем Востоке (1918—1922). 

## Биография
Родился в бедной крестьянской семье.
Долгое время в молодости был охотником в горах провинции Хамгён-Пукто.
В сентябре 1907 года Япония в рамках своей колониальной политики в Корее приняла закон, который требовал от охотников сдать свои охотничьи ружья, с намерением ослабить корейское сопротивление японской оккупации. Закон фактически лишил охотников возможности заниматься своим традиционным промыслом, что возмутило многих корейцев-охотников, включая Хона. В ответ на запрет он организовал из охотников отряд партизан — «воинов за правое дело» (ыйбён). Стал видным организатором «Армии независимости» («Тоннипкун»), действовавшей с 1919 в Маньчжурии против японских колонизаторов. В 1920 году нанёс им крупное поражение в районе Поноголь.
Его силы сопротивления, названные Праведной армией 1907 года, стали позже частью Корейской армии освобождения.
Праведная армия провела ряд сражений против японских гарнизонов вокруг района Пукчхон. В 1920 году нанёс японцам крупное поражение в районе Поноголь. С 1921 года партизаны под его руководством боролись в Советском Приморье за победу Советской власти. В 1921 году Хон и его войска искали убежища в Советском Союзе от японцев. В июне советские военные приняли политику Сталина по обеспечению безопасности советских границ вблизи Китая и Кореи. Обеспокоенный тем, что японская армия может войти в Советский Союз, преследуя Хона и других корейских борцов за независимость, Советский Союз разоружил корейские войска. Но их отказ привел к инциденту, когда Красная армия вырезала часть корейских партизан, а потеря оружия и безопасных районов для Хона и его войск привела к краху Корейской армии независимости. Хон, всё ещё надеясь противостоять японцам в Корее, решил присоединиться к Красной армии.
После окончания Гражданской войны остался жить в Советском Союзе, принимал участие в общественной жизни, пострадал от депортация корейцев.